# ニコラス・ジャリー
- ニコラス・ジェリー

ニコラス・ジャリー・フィジョル (Nicolás Jarry Fillol、1995年10月11日 - ) はチリ・サンティアゴ出身の男子プロテニス選手。ATPツアーでの優勝はシングルス3勝、ダブルス2勝。自己最高ランキングはシングルス17位。ダブルス40位。身長198cm、体重90kg。右利き、バックハンド・ストロークは両手打ち。「ジェリー」等の表記揺れも見られる。

## 選手経歴

### ジュニア時代
1995年10月11日にチリのサンディエゴに生まれる。ジャリーはATPツアーでかつて7勝を挙げたのハイメ・フィヨルの孫でありアルバロ・フィヨルの甥にあたる。
彼の叔父であるハイメ・フィヨル・ジュニアもプロ選手であった。叔母のカタリナ・フィヨルはチリ・オープンの大会運営を務めている。

### 2013年 全仏ダブルスジュニア優勝
全仏オープン男子ジュニアダブルスで、同胞のクリスチャン・ガリンとのパートナーを組み、優勝を果たす。年間最終ランキングは830位。

### 2018年 ツアー初の決勝進出
2月のブラジル・オープンではATPツアー初の決勝進出を果たしたが、ファビオ・フォニーニに敗れた。年間最終ランキングは43位。

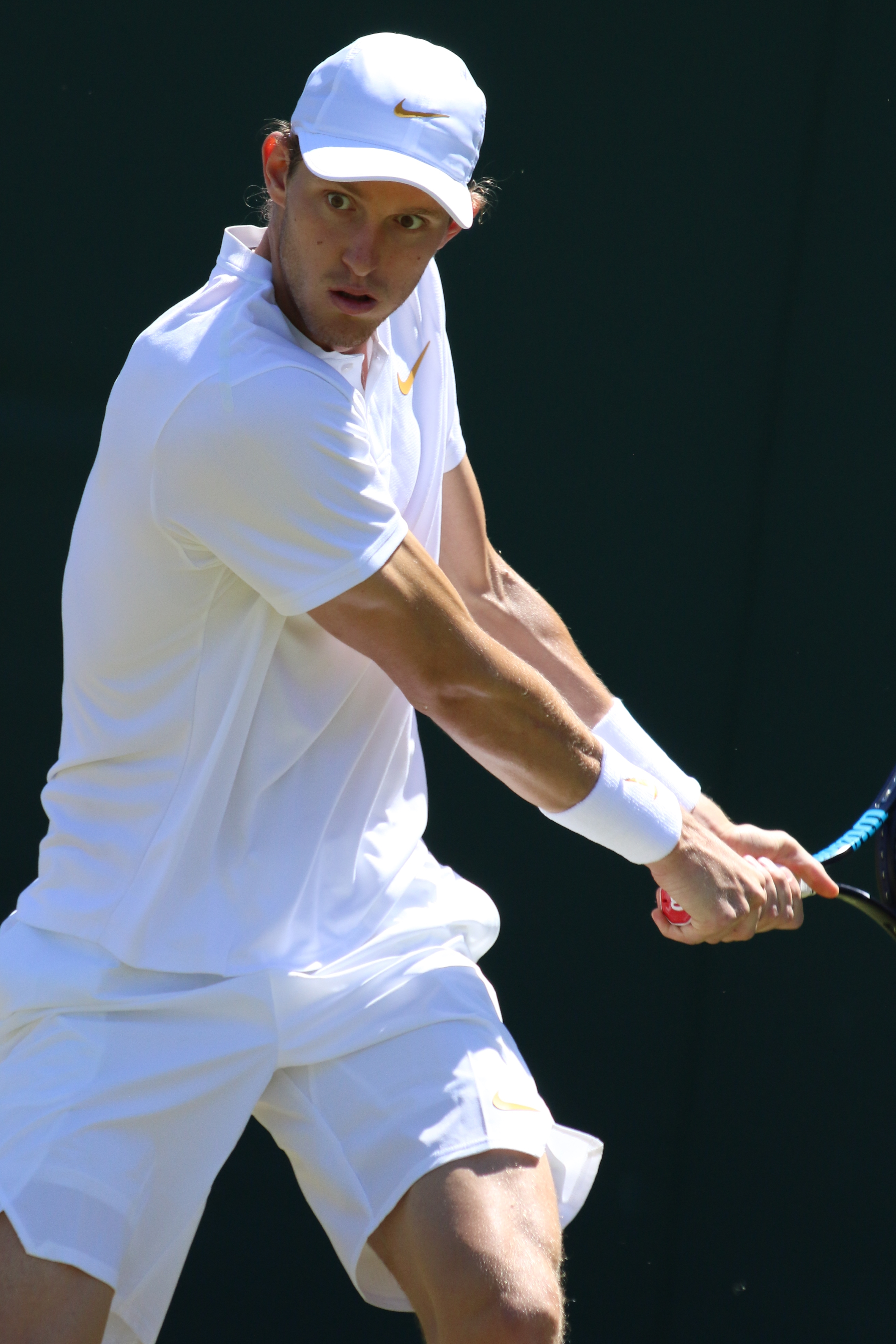
2018年ウィンブルドン選手権でのニコラス・ジャリー

### 2019年 ツアー初優勝
スウェーデン・オープンではシングルスでツアー初優勝を果たした。年間最終ランキングは72位。

### 2020年 出場禁止処分
2019年末から2020年11月までの11ヶ月もの間、薬物規定違反によるすべてのテニス大会の出場禁止処分を受けることとなった。年間最終ランキングは989位。

### 2021年 チャレンジャー5勝目
2021年10月、ペルーのリマで開催されたATPチャレンジャーツアー決勝でフアン・マヌエル・セルンドロを6-2, 7-5のストレートで破り、チャレンジャー5勝目を挙げて、11月1日付けの世界ランキングで162位まで上昇させた。年間最終ランキングは146位。

### 2022年 トップ150復帰
2022年2月のコルドバ・オープンとアルゼンチン・オープンではそれぞれ予選から本戦出場を決めたが、いずれも初戦敗退。3月、地元のサンティアゴ・チャレンジャーではワイルドカードを獲得したが、初戦敗退となった。5月には全仏オープンの予選に出場したが、予選決勝でフルセットで惜敗。7月のスイス・オープンでは予選から準々決勝まで進出したが、アルベルト・ラモス＝ビノラスにフルセットで敗れたが、2022年8月1日には世界ランキング104位まで上昇させた。

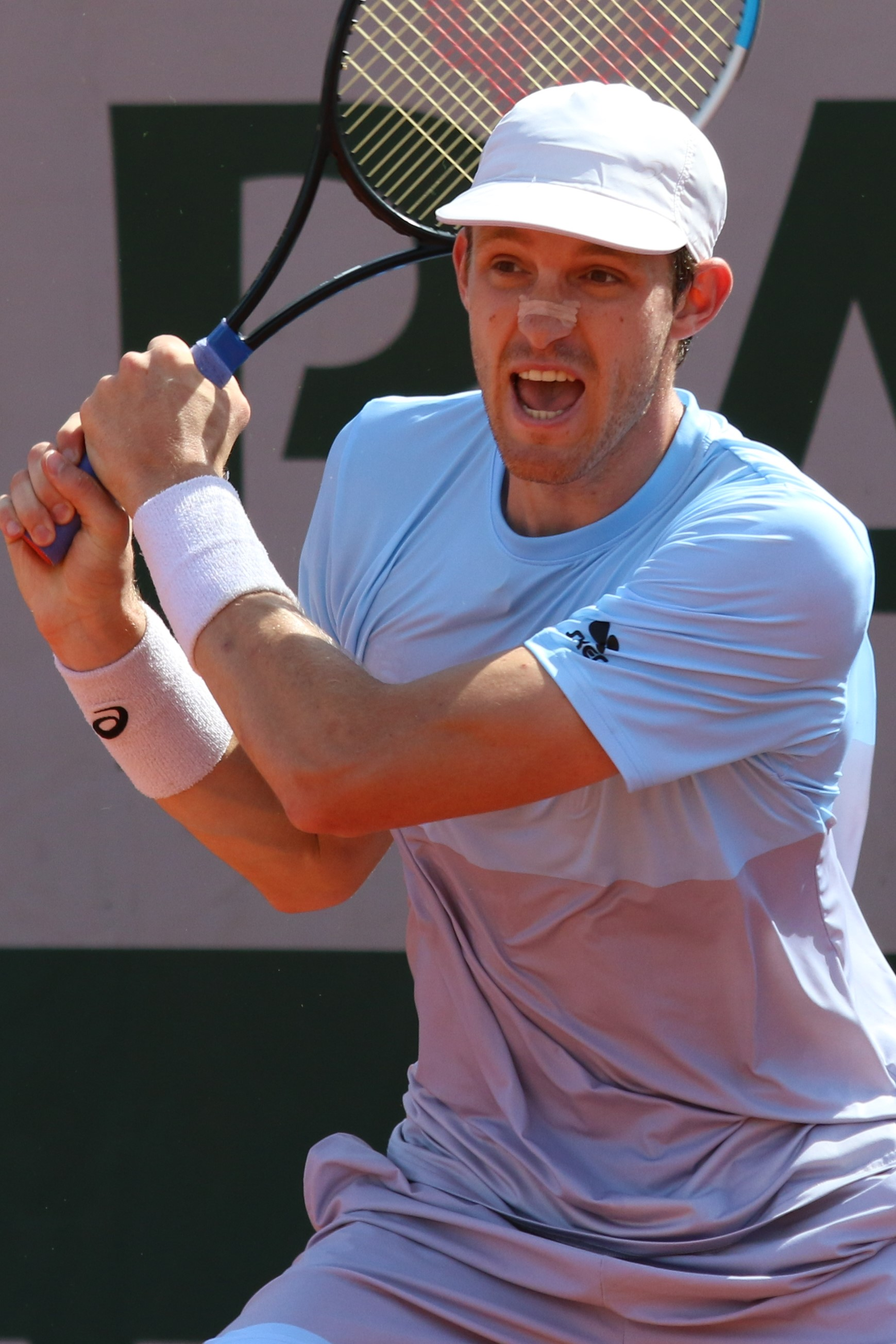
2022年全仏オープンでのニコラス・ジャリー

8月には予選を通過して2年ぶりに全米オープンへの出場権を獲得したが、1回戦で第13シードのマッテオ・ベレッティーニに2-6, 3-6, 3-6のストレートで初戦敗退。9月の韓国オープンでも予選通過して、本戦出場権を獲得。2回戦まで進出したが、第1シードかつ世界ランキング2位のキャスパー・ルードに2-6, 6-3, 3-6のストレートで敗れた。年間最終ランキングは152位。

### 2023年 ツアー3勝目 トップ20入り
1月、全豪オープンでは予選3試合を突破し、1回戦で第26シードのミオミル・キツマノビッチをストレートで破り、同大会本戦初勝利を挙げた。2回戦ではベン・シェルトンにストレートで敗退。
2月、リオ・オープンではベスト4入り。準決勝では第1シードのカルロス・アルカラスに敗れた。
3月、地元のチリ・オープンでは決勝進出。決勝ではトマス・マルティン・エチェベリーをフルセットで下して、ツアー2勝目を挙げた。
4月、モンテカルロ・マスターズでは1回戦で第15シードのボルナ・チョリッチを6-2, 6-3、2回戦ではアレクセイ・ポピリンを3-6, 7-5, 6-4で破り、初の3回戦まで進出。3回戦では第2シードのステファノス・チチパスに3-6, 4-6のストレートで敗退した。マドリード・オープンではロマン・サフィウリンに2-6, 6-3, 3-6で初戦敗退。ローマ・マスターズではヤニック・ハンフマンに4-6, 4-6で初戦敗退。
5月、ジュネーブ・オープンでは決勝進出。決勝では第4シードのグリゴール・ディミトロフをストレートで下して、ツアー3勝目を挙げた。
6月、全仏オープンではグランドスラム初の4回戦進出を果たす。4回戦では第4シードのキャスパー・ルードにストレートで敗れた。
7月、ウィンブルドン選手権では第25シードとして出場。初の3回戦進出を果たす。3回戦では第1シードのカルロス・アルカラスから1セットを奪う健闘を見せるも、3-6, 7-6(6), 3-6, 5-7で敗退。
8月、ナショナル・バンク・オープンではウゴ・アンベールに6-4, 3-6, 4-6で初戦敗退。続くウエスタン・アンド・サザン・オープンでは1回戦でサフィウリンを4-6, 6-3, 6-3で破るも、2回戦を前に途中棄権となった。

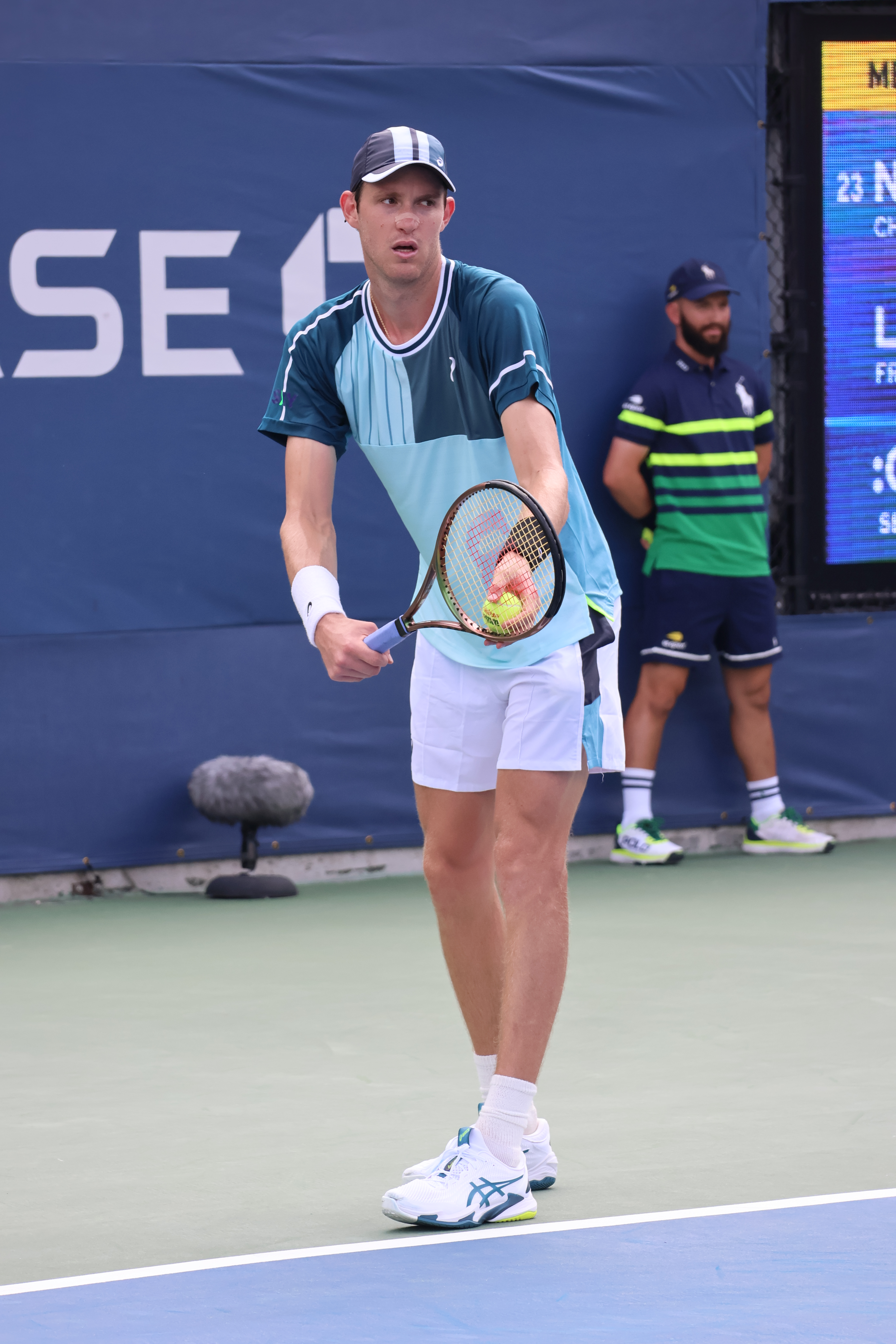
2023年全米オープンでのニコラス・ジャリー

9月、全米オープンでは第23シードとして出場して、初の3回戦まで進出。3回戦では第13シードのアレックス・デミノーに1-6, 3-6, 2-6のストレートで敗れた。
10月、チャイナ・オープンではベスト8入り。準々決勝ではアレクサンダー・ズベレフに6-1, 7-6(5), 6-3のフルセットで敗れた。続く上海マスターズでもマスターズ1000初のベスト8入りを果たす。準々決勝では第15シードのグリゴール・ディミトロフに6-7(2), 4-6のストレートで敗れた。
11月、スイス・インドアでは2回戦でアレクサンダー・ブブリクに6-7(3), 6-7(3)のストレートで敗れた。年間最終ランキングは19位。

### 2024年 マスターズ準優勝
1月、全豪オープンでは第18シードとして出場するも、フラビオ・コボッリに4-6, 6-3, 3-6, 6-2, 5-7のフルセットの末に初戦敗退。
2月、アルゼンチン・オープンでは1回戦で元世界ランキング3位のスタン・ワウリンカを6-7(3), 6-2, 7-6(5)で下したことでツアー通算100勝を達成した。さらに世界ランキング2位のカルロス・アルカラスを7-6(2), 6-3のストレートで破り、自身初の世界2位の選手から勝利を挙げ、決勝進出。決勝ではファクンド・ディアス・アコスタに3-6, 4-6のストレートで敗れ、準優勝となった。
3月、地元のチリ・オープンではベスト8入りするも、準々決勝ではコランタン・ムーテに6-7(5), 6-7(3)のストレートで敗れた。BNPパリバ・オープンではファービアーン・マロジャーンに6-3, 5-7, 4-6で初戦敗退。マイアミ・オープンでは4回戦でキャスパー・ルードを7-6(3), 6-3のストレートで下して、初のベスト8入り。準々決勝ではダニール・メドベージェフに2-6, 6-7(7)のストレートで敗退。
4月、クレーシーズンとなり、モンテカルロ・マスターズ、バルセロナ・オープン、マドリード・オープンの3大会で初戦敗退となった。
5月、BNLイタリア国際ではベスト8入り。準々決勝ではステファノス・チチパスに3-6, 7-5, 6-4、準決勝ではトミー・ポールを6-3, 6-7(3), 6-3で下して、マスターズ1000初の決勝進出を果たした。決勝ではアレクサンダー・ズベレフに4-6, 5-7のストレートで敗れるも、ATPマスターズ1000準優勝を飾った。

## ATPツアー決勝進出結果

### シングルス: 3回 (1勝2敗)
| 大会グレード                    |
| グランドスラム (0–0)            |
| ATPファイナルズ (0–0)           |
| ATPツアー・マスターズ1000 (0–0) |
| ATPツアー500 (0–0)              |
| ATPツアー250 (1–2)              |

| サーフェス別タイトル |
| ハード (0–0)         |
| クレー (1–2)         |
| 芝 (0–0)             |
| カーペット (0–0)     |

| 結果   | No. | 決勝日        | 大会         | サーフェス   | 対戦相手                     | スコア              |
| ------ | --- | ------------- | ------------ | ------------ | ---------------------------- | ------------------- |
| 準優勝 | 1.  | 2018年3月4日  | サンパウロ   | クレー(室内) | ファビオ・フォニーニ         | 6-1, 1-6, 4-6       |
| 準優勝 | 2.  | 2019年5月25日 | ジュネーヴ   | クレー       | アレクサンダー・ズベレフ     | 3-6, 6-3, 6-7(8-10) |
| 優勝   | 1.  | 2019年7月21日 | ボースタード | クレー       | フアン・イグナシオ・ロンデロ | 7-6(9-7), 6-4       |

### ダブルス:2回 (2勝0敗)
| 結果 | No. | 決勝日        | 大会             | サーフェス | パートナー                           | 対戦相手                                            | スコア                |
| ---- | --- | ------------- | ---------------- | ---------- | ------------------------------------ | --------------------------------------------------- | --------------------- |
| 優勝 | 1.  | 2018年2月11日 | キト             | クレー     | ハンス・ポドリプニク＝カスティージョ | オースティン・クライチェック ジャクソン・ウィズロー | 7-6(7-4), 6-3         |
| 優勝 | 2.  | 2019年2月24日 | リオデジャネイロ | クレー     | マキシモ・ゴンザレス                 | トマス・ベルッシ ロジェリオ・ドゥトラ・シルバ       | 6-7(3-7), 6-3, [10-7] |

## 成績
略語の説明
| W | F | SF | QF | #R | RR | Q# | LQ | A | Z# | PO | G | S | B | NMS | P | NH |

W=優勝, F=準優勝, SF=ベスト4, QF=ベスト8, #R=#回戦敗退, RR=ラウンドロビン敗退, Q#=予選#回戦敗退, LQ=予選敗退, A=大会不参加, Z#=デビスカップ/BJKカップ地域ゾーン, PO=デビスカップ/BJKカッププレーオフ, G=オリンピック金メダル, S=オリンピック銀メダル, B=オリンピック銅メダル, NMS=マスターズシリーズから降格, P=開催延期, NH=開催なし.
| 大会           | 2017 | 2018 | 2019 | 2020 | 通算成績 |
| -------------- | ---- | ---- | ---- | ---- | -------- |
| 全豪オープン   | A    | 1R   | 1R   | A    | 0-2      |
| 全仏オープン   | 1R   | 1R   | 1R   |      | 0-3      |
| ウィンブルドン | 1R   | 2R   | 1R   |      | 1-3      |
| 全米オープン   | LQ   | 2R   | 1R   |      | 1-2      |

### 大会最高成績
| 大会                 | 成績 | 年         |
| -------------------- | ---- | ---------- |
| ATPファイナルズ      | A    | 出場なし   |
| インディアンウェルズ | 2R   | 2019       |
| マイアミ             | QF   | 2024       |
| モンテカルロ         | 3R   | 2023       |
| マドリード           | 1R   | 2023, 2024 |
| ローマ               | F    | 2024       |
| カナダ               | 1R   | 2023       |
| シンシナティ         | 2R   | 2023       |
| 上海                 | QF   | 2023       |
| パリ                 | 2R   | 2023       |
| オリンピック         | A    | 出場なし   |
| デビスカップ         | GS   | 2019, 2023 |
| ユナイテッド・カップ | RR   | 2024       |